# پیاده‌نظام موتوریزه

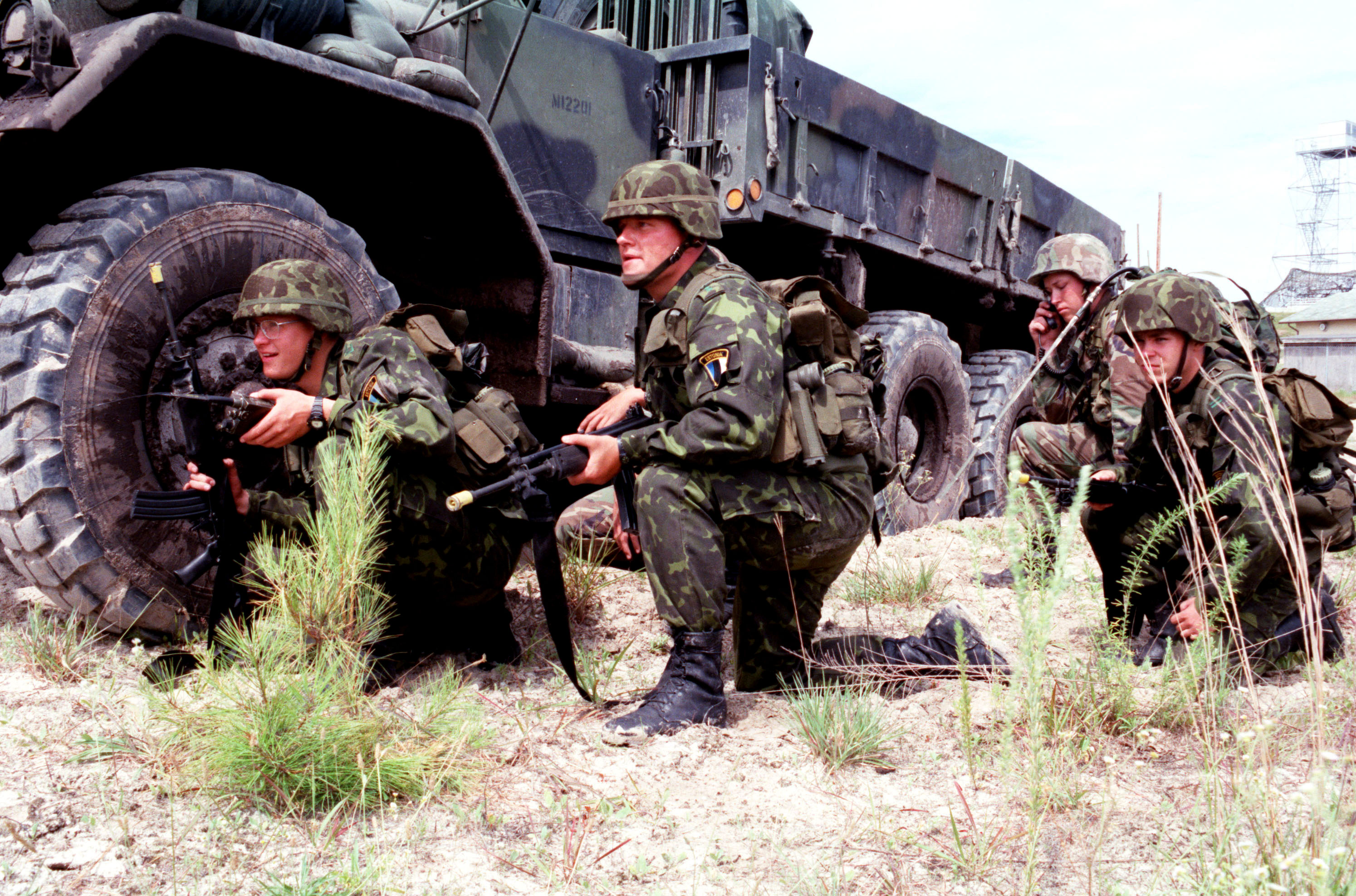
پیاده موتوریزه استونی

در ناتو و بسیاری دیگر از کشورهای غربی، پیادهٔ موتوریزه (به انگلیسی: Motorized infantry) به نیروهای پیاده‌نظام گفته می‌شود که توسط کامیون یا دیگر وسایل نقلیه حمل و نقل می‌گردند. پیادهٔ موتوریزه از پیاده‌نظام مکانیزه، که در ناوهای پرسنلی زره پوش یا خودروهای جنگی حمل و نقل می‌گردند و از پیاده‌نظام سبک که بدون وسایل نقلیه حرکت می‌کند، متمایز است. نیروهای پیادهٔ موتوریزه به‌طور معمول می‌تواند به‌طور مستقل و بدون پشتیبانی برای مدت نسبتاً طولانی به عملیات ادامه دهد.